# Luis Flores (baloncestista)
Luis Alberto Flores (San Pedro de Macorís, 11 de abril de 1981) es un exjugador de baloncesto dominicano. Con 1,88 metros de estatura, lo hacía en la posición de base.

## Trayectoria deportiva

### Universidad
Jugó su primera temporada como universitario con los Scarlet Knights de la Universidad Rutgers, donde apenas contó con minutos de juego, por lo que pidió ser transferido a los Jaspers del Manhattan College, donde demostró su verdadero potencial, promediando 22,6 puntos y 4,4 rebotes por partido. Durante sus tres temporadas en el equipo fue elegido en el mejor quinteto de la Metro Atlantic Athletic Conference, y en las dos últimas también Jugador del Año.

### Profesional
Fue elegido en la quincuagésimo quinta posición del Draft de la NBA de 2004 por Houston Rockets, pero sus derechos fueron traspasados a Dallas Mavericks a cambio de los de Vassilis Spanoulis, y antes del comienzo de la temporada fue nuevamente traspasado, junto con Christian Laettner y Eduardo Nájera a Golden State Warriors a cambio de Erick Dampier, Dan Dickau, Evan Eschmeyer y Steve Logan.
Con los Warriors apenas jugó 15 partidos, en los que promedió 2,1 puntos en los denominados minutos de la basura, antes de ser traspasado, de nuevo junto a Nájera, a los Denver Nuggets a cambio de Nikoloz Tskitishvili y Rodney White. Allí sólo jugó 4 minutos en un único partido antes de ser despedido.
Tras quedarse sin equipo en la NBA se marchó a jugar a Italia, al BT Roseto de la Serie A, donde en 11 partidos promedió 20,7 puntos y 3,6 rebotes. Al año siguiente fichó por el Bipop Carire Reggio Emilia, donde promedió 14,4 puntos y 2,6 rebotes por partido.
En agosto de 2007 ficha por el Olympiada Patras de la A2 Ethniki griega, regresando en el mes de enero al baloncesto italiano, al Indesit Fabriano de la Serie A2, donde en 17 partidos promedia 22,2 puntos y 4,1 rebotes.
En 2008 fichó por el Hapoel Holon de la liga israelí, equipo con el que ganí esa temporada la Copa de Israel. Al año siguiente fichó por el Krasnye Krylya Samara con el que disputó la Superliga Rusa y el EuroChallenge, promediando 15,2 puntos y 3,9 rebotes por partido.
A finales de julio de 2016, firmó un contrato con los Indios de San Francisco de Macorís por el resto de la Liga Nacional de Baloncesto 2016.

## Selección nacional
Flores es miembro de la selección de la República Dominicana, con los que hasta ahora suma cinco medallas: cuatro de plata (Campeonato FIBA Américas de 2011, Juegos Panamericanos de 2003, Centrobasket 2003 y Caribebasket 2002) y una de bronce (Centrobasket 1999).

## Estadísticas de su carrera en la NBA

### Temporada regular
| Temporada | Edad | Equipo                | Liga | P  | TIT | MIN | TC  | TCA | %TC  | 3P  | 3PA | %3P   | TL  | TLA | %TL   | R.OF. | R.DEF. | REB | ASIS | ROB | TAP | PER | FP  | PTS |
| 2004-05   | 23   | TOTAL                 | NBA  | 16 | 0   | 4.8 | 0.9 | 1.8 | .483 | 0.3 | 0.6 | .500  | 0.1 | 0.1 | 1.000 | 0.1   | 0.1    | 0.2 | 0.7  | 0.1 | 0.0 | 0.7 | 0.6 | 2.2 |
| 2004-05   | 23   | Golden State Warriors | NBA  | 15 | 0   | 4.9 | 0.9 | 1.8 | .481 | 0.3 | 0.6 | .444  | 0.1 | 0.1 | 1.000 | 0.0   | 0.1    | 0.1 | 0.7  | 0.1 | 0.0 | 0.7 | 0.6 | 2.1 |
| 2004-05   | 23   | Denver Nuggets        | NBA  | 1  | 0   | 4.0 | 1.0 | 2.0 | .500 | 1.0 | 1.0 | 1.000 | 0.0 | 0.0 |       | 1.0   | 0.0    | 1.0 | 0.0  | 0.0 | 0.0 | 0.0 | 0.0 | 3.0 |
| Total     |      |                       | NBA  | 16 | 0   | 4.8 | 0.9 | 1.8 | .483 | 0.3 | 0.6 | .500  | 0.1 | 0.1 | 1.000 | 0.1   | 0.1    | 0.2 | 0.7  | 0.1 | 0.0 | 0.7 | 0.6 | 2.2 |